# Harkat-ul-Jihad al-Islami
Harkat-ul-Jihad al-Islami (Movimiento Yihad Islámico) es una organización yihadista fundamentalista islámica paquistaní afiliada a Al-Qaeda y los talibanes. Designado como grupo terrorista por algunas naciones más activas en los países del sur de Asia de Pakistán, Bangladés e India desde principios de la década de 1990. Fue prohibido en Bangladés en 2005.
El comandante operativo de HuJI, Ilyas Kashmiri, murió en un ataque con drones estadounidenses en Waziristán del Sur el 4 de junio de 2011. Se le relacionó con el atentado con bomba del 13 de febrero de 2010 contra una panadería alemana en Pune. Poco después del ataque se emitió una declaración que afirmaba ser de Cachemira; amenazó a otras ciudades y eventos deportivos importantes en la India. Un comandante talibán local llamado Shah Sahib fue nombrado sucesor de Kashmiri.

## Historia
HuJI o HJI se formó en 1984, durante la guerra afgana-soviética, por Fazlur Rehman Khalil y Qari Saifullah Akhtar. Khalil luego se separó para formar su propio grupo, Harkat-ul-Ansar (HuA), que se convirtió en la organización militante más temida en Cachemira. Este grupo se volvería a formar más tarde como Harkat-ul-Mujahideen (HuM), cuando HuA fue prohibido por los Estados Unidos en 1997.
HuJI primero limitó sus operaciones en Afganistán para derrotar a los comunistas, pero después de que los soviéticos se retiraron, la organización exportó la yihad al estado indio de Jammu y Cachemira. La influencia de HuJI se expandió a Bangladés cuando se estableció la unidad de Bangladés en 1992, con la asistencia directa de Osama bin Laden.

## Ideología
La organización junto con otros grupos yihadistas como Harkat-ul-Mujahideen, Jaish-e-Mohammed, Al-Qaeda y Lashkar-e-Taiba tenían motivaciones y objetivos similares. Harkat-ul-Jihad al-Islami y Harkat-ul-Mujahideen Ambos estaban fuertemente respaldados por los talibanes y, por lo tanto, el grupo profesaba el Islam fundamentalista al estilo de los talibanes. La organización tiene como objetivo difundir la ideología islamista radical para liberar Cachemira, Afganistán, Palestina y el resto de las tierras islámicas de las garras de los enemigos del Islam y hacer cumplir la Sharia. la ley en las zonas de mayoría musulmana.

## Actividades

### Bangladés
En la década de 1990, el entrenamiento para estos reclutas se dio en las áreas montañosas de Chittagong y Cox's Bazar. Posteriormente, los miembros del grupo atentaron contra la vida de Shamsur Rahman, el poeta liberal en enero de 1999. HuJi se atribuyó la responsabilidad de los atentados de Ramna Batamul en 2001, en los que murieron 10 personas. También murió un miembro del escuadrón suicida de HuJi. Comprometido con el establecimiento de un gobierno islámico, HuJI fue el principal sospechoso de un plan para asesinar a la primera ministra de Bangladés, Sheikh Hasina, en el año 2000. En octubre de 2005, fue prohibido oficialmente por el gobierno de Bangladés. El grupo ha sido condenado por grupos islamistas como Hefazat-e-Islam Bangladés.

### India
El gobierno de la India la ha declarado y prohibido como organización terrorista. En abril de 2006, la Fuerza de Tarea Especial de la policía estatal en India descubrió un complot de seis terroristas de HuJI, incluido el cerebro detrás de los atentados con bomba de Varanasi de 2006, que involucraba la destrucción de dos templos hindúes en la ciudad india de Varanasi. Se recuperaron mapas de sus planes durante su arresto. Huji se ha atribuido la responsabilidad de las explosiones en el Tribunal Superior de Delhi, que se cobraron la vida de 10 personas e hirieron a unas 60. Vikar Ahmed, miembro de un grupo islamista y conectado con HuJI, ha sido acusado de asesinar a policías en Hyderabad. También es sospechoso del atentado con bomba en Mecca Masjid.
Harkat-ul-Jihad al-Islami se atribuyó la responsabilidad del atentado con bomba en Delhi en 2011. Sin embargo, esto no ha sido confirmado por la Agencia Nacional de Investigación. 14 personas murieron y 94 personas resultaron heridas en la explosión de la bomba. La policía ha publicado dos bocetos de los sospechosos. Aquí está el enlace de video incorporado para este último ataque. Este enlace tiene un videoclip de noticias en inglés. Esto está en idioma hindi. También, como queda claro en los enlaces de video, también han hecho amenazas de apuntar a otras ciudades indias.

## Designación como organización terrorista
Los países y organizaciones a continuación han incluido oficialmente a Harkat-ul-Jihad al-Islami (HUJI) como una organización terrorista. El 6 de agosto de 2010, las Naciones Unidas designaron a Harakat-ul Jihad al-Islami como grupo terrorista extranjero y pusieron en la lista negra a su comandante Ilyas Kashmiri. El coordinador de contraterrorismo del Departamento de Estado, Daniel Benjamin, afirmó que las acciones tomadas demostraron la determinación de la comunidad global para contrarrestar la amenaza del grupo. “Los vínculos entre HUJI y Al-Qaeda son claros y las designaciones de hoy transmiten la relación operativa entre estas organizaciones”, dijo Benjamin.
| País           | Fecha                   | Referencia |
| Reino Unido    | 14 de octubre de 2005   | [ 15 ]     |
| India          | 29 de diciembre de 2004 | [ 16 ]     |
| Bangladés      | 17 de octubre de 2005   | [ 17 ]     |
| Israel         | 2005                    | [ 18 ]     |
| Nueva Zelanda  | 15 de diciembre de 2010 | [ 19 ]     |
| Estados Unidos | 6 de agosto de 2010     | [ 20 ]     |